# Кашанско княжество
Кашанското княжество е българско княжество (Българ Улус — чув.), намирало се на територията на днешен Татарстан.
След монголското нашествие срещу българите през 13 век то става независимо от Волжка България и васал на Златната орда.
Столицата му е град Кашан. Населението се занимава със земеделие, а гражданите са търговци и занаятчии. В дворци са намерени леярни за желязо и мед, съдове за глина.
През 1391 г. е окупирано от ушкуйници – руски речни пирати, а през 1399 г. – от войските на Московското княжество. През 1438 – 1440 г. е присъединено към Казанското ханство и всички български земи са обединени отново.